# Noisy-sur-École
Noisy-sur-École – miejscowość i gmina we Francji, w regionie Île-de-France, w departamencie Sekwana i Marna.
Według danych na rok 1990 gminę zamieszkiwało 1561 osób, a gęstość zaludnienia wynosiła 52 osób/km² (wśród 1287 gmin regionu Île-de-France Noisy-sur-École plasuje się na 538. miejscu pod względem liczby ludności, natomiast pod względem powierzchni na miejscu 18.).